# Chicago Board of Trade

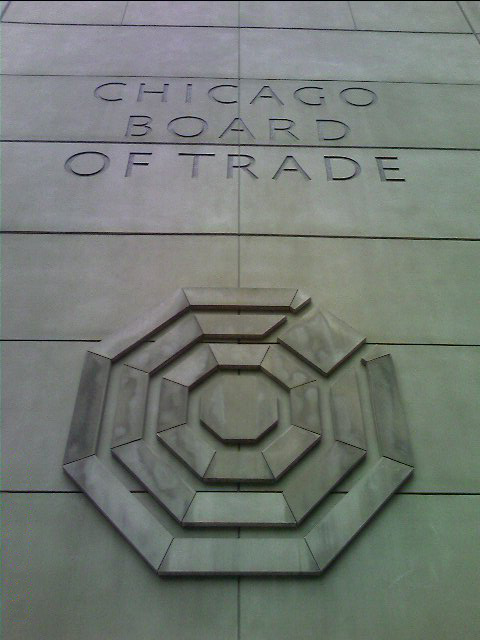
Logo du CBOT sur son bâtiment.

Le Chicago Board of Trade (CBOT), en français : « Bourse de commerce de Chicago », fondée en 1848, est la deuxième plus ancienne bourse de commerce au monde après la bourse du riz de Dōjima, créée en 1697. Elle siège dans le secteur du Loop à Chicago, aux États-Unis. Plus de 50 différentes options et contrats à terme y sont traités, par les quelque 3 600 membres du CBOT, à la corbeille et par eTrading. Le volume des échanges en 2003 y a dépassé les  454 millions de contrats. Le 12 juillet 2007, le CBOT a fusionné avec le Chicago Mercantile Exchange (CME) pour former le CME Group et a cessé d'exister en tant qu'entité indépendante...

## Histoire

### L'association de négociants et le silo-élévateur

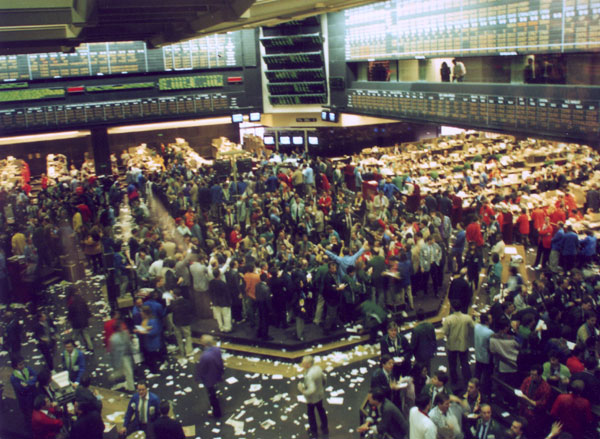
La corbeille du CBOT en 1993.

Afin de sécuriser les transactions entre acheteurs et vendeurs de matières premières, les marchands américains ont développé le système des contrats à terme. Comme le risque de crédit posait toujours un problème, il fut décidé de créer le CBOT, qui permettait de rassembler en un même lieu acheteurs et vendeurs.
Le CBOT est créé en 1848, dans une période de grande incertitude sur le prix des céréales : l'offre américaine risque de noyer le marché, car elle est dopée par l'immigration  de nombreux fermiers allemands dans la région des Grands Lacs, mais il y a aussi un risque de flambée des cours car les récoltes européennes sont désastreuses, en particulier après les crues de la Loire en France et la Grande Famine en Irlande. De plus, l'abolition des Corn Laws à l'été 1846 en Angleterre ouvre grand les scénarios possibles de l'import/export.
La création du CBOT correspond aussi à deux inventions majeures, qui commencent à être exploitées sur le pourtour des Grands Lacs à la même époque, en tout premier lieu l'élévateur à grains de Joseph Dart, mis au point en 1842. Dans l'année 1843, seulement 70 navires l'utilisent. Mais dès 1846, plus de 4 millions de boisseaux de blé passent par Buffalo, contre une moyenne de un a deux millions les huit années précédentes , ce qui amène la production des Grands Lacs à mieux s'écouler. En 1847, des silos identiques sont installés à Brooklyn et Toledo puis en 1848 à Chicago, en 1851 à Oswedo, Fort Wayne et Détroit, et Milwaukee en 1853.
Le CBOT est loin d'être le premier "Bord of Trade" américain. En 1845, Joseph Dart l'inventeur du silo moderne, avait fondé le "Buffalo Board of Trade" (BBOT), avec d'autres marchands de la ville, dans le sillage de ce qui s'était fait à New York (1768), Baltimore (1821), Philadelphie (1833), La Nouvelle-Orléans (1834), Boston (1836) et Cincinnati (1839).
En 1848, le premier télégramme est arrivé à Chicago, via Détroit, après 18 heures de délai, car la ligne télégraphique n'est pas achevée, mais permet déjà de révéler l'ampleur des fluctuations de cours. Dans une édition de septembre 1848, le Chicago Democrat de John Calhoun raconte que le cours du boisseau de blé passe de 80 à 85 cents seulement un quart d'heure après l'arrivée d'un télégramme mentionnant que les récoltes sont décevantes sur la côte est.

### Les contrats à terme
Les premiers silos-élévateurs à grains et les chemins de fer ont facilité le stockage et l'expédition à grand volume. Du coup, des commissionnaires sont embauchés par les meuniers pour avancer aux négociants 3/4 de la valeur marchande du grain avant même qu'il ne soit vendu. En échange des fonds avancés, les négociants fournissent des certificats mettant en garantie leur capacité de stockage. La relation d'affaires devient risquée car exposée aux variations imprévues des prix céréaliers au cours des années 1850, justifiant le recours aux contrats « forward (finance) » permettant de fixer le prix à l'avance.
L'irruption des contrats à terme dans l'économie moderne se fait à Chicago entre 1855 et 1865, selon les historiens, à partir de la pénurie mondiale de céréales et de l'engouement pour le carrefour des communications que constitue Chicago, qui attire les financiers, d'Atlanta à Montréal. Au même moment, le traité de réciprocité canado-américain séduit les négociants les plus anciens de Chicago, qui rêvent depuis longtemps de s'émanciper de New York en vendant à l'Europe via Montréal,.
Les moissons  de blé en France et Angleterre sont déficitaires de 108 millions de boisseaux en 1853, selon le Liverpool Courier du 10 septembre. La guerre de Crimée débute le 26 septembre et les deux pays s'y joignent un an après à cause du refus russe d'évacuer les Principautés danubiennes. Cette guerre va accroître leurs besoins, et déclencher la spéculation sur les médiocres récoltes américaines.
Le Journal of Commerce du 23 septembre 1853 observe par ailleurs que la pénurie de silos à Chicago déprime les prix des maïs venus de la rivière Illinois. Jusque-là, Chicago représente un quart du blé mais la majorité des 3,6 millions de boisseaux maïs qui passent le verrou de Buffalo.
Production des trois principales céréales en 1854 et 1855 à Chicago:
|           | Blé        | Maïs      | Avoine     |
| 1854      | 2,1        | 6,4       | 3,2        |
| 1855      | 6,3        | 7,5       | 1,9        |
| Évolution | Triplement | plus 15 % | moins 35 % |

Au printemps 1855, les récoltes semblent fondre dans l'Ohio et la vallée du Mississippi, comme en 1850, quand les prix élevés aspiraient vers Saint-Louis le blé des ports du Nord de Chicago. Les exportations de blé de New York, chutent à seulement 28000 boisseaux de blé sur la période janvier à mi-avril 1855, puis encore moins sur le 5 mois suivants de 1855... alors que la demande européenne est à son comble pour cause de fermeture partielle de la mer Noire lors de la guerre de Crimée. Une solution pour les négociants face à une spéculation manifestement à court terme : acheter à un horizon un peu plus éloigné, de quelques mois.
Sur le marché de la livraison immédiate, la spéculation culmine en mai puis se dégonfle à la mi-juillet au constat d'une formidable récolte battant tous les records précédents, précipitant le blé à Chicago à 35 cents, 60 cents à Baltimore et 72 cents à Louisville (Kentucky). Les exportateurs se ruent sur l'opportunité pour approvisionner l'Angleterre, par Montréal mais ont peu de temps pour le faire. Du coup le prix rebondit, et les paysans stoppent leurs ventes dès qu'ils prennent connaissance des médiocres récoltes en Angleterre, en Allemagne et en France, pays dont les agents sont censés en plus venir faire des achats en Amérique.
Le  blé remonte à 1 dollar le 1er août puis 1,6 dollar à la mi-octobre et se maintient à 1,5 dollar jusqu'à la fermeture de la navigation sur les Grand Lacs.
D'avril à décembre, des contrats « forward » sont vendus presque tous les jours sur le New York Exchange. Ils portent aussi sur le maïs car il se dit que les Européens devront en acheter, comme en 1847, même s'ils préfèrent le blé. Le blé est hors de prix et l'Amérique en produit six fois moins que du maïs. Les télégrammes envoyés aux quotidiens de Chicago relatent l'ampleur de l'engouement pour ces contrats « forward ». Le 31 mai, ils informent que de nombreux vendeurs les ont honorés en subissant une perte énorme : un dollar par boisseau de farine, puis témoignent le 11 juin d'un bras de fer sur les prix, et le 25 juin de l'action d'un gros vendeur à découvert au comportent purement spéculatif. Les contrats « forward » sont nombreux aussi cette année-là à Saint-Louis, la Nouvelle-Orléans, Milwaukee et Buffalo. Des prix faramineux, entre 2 et 2,50 dollars le boisseau de blé, sont constatés un peu partout, car les besoins européens en blé sont exacerbés. Le 10 juillet, les journaux font été d'une abondance de contrats pour livraison de septembre à novembre. "Entre mars et novembre, le maïs présentait souvent un intérêt spéculatif ", selon l'historien Charles H. Taylor.
Du 1er au 19 novembre justement, le gouvernement français s'est décidé à acheter pour 1,2 million de dollars de blé, directement à Chicago, via son agent E. H. Hadduck, après avoir attendu que la spéculation s'atténue. La fin du siège de Sébastopol (1854-1855) annonce celle de la guerre de Crimée. C'est la première fois de l'histoire de Chicago que les acheteurs européens contournent le négoce de New York. La population de la ville augmente d'un quart en 1855 et son trafic par le lac Michigan de 50 % à 44 000 tonnes.
Sur l'ensemble des années 1860, la production américaine de blé progresse de 60 %. Elle augmente de 100 % dans la vallée de l'Ohio et bondit, en seulement six ans (1854-1860), de 2,1 à 15 millions de boisseaux dans le secteur contrôlé par Chicago, qui pèse alors 10 % du blé américain, l'un des très rares où le blé fait jeu égal avec le maïs, qui lui était encore trois fois supérieur en 1854 à Chicago. C'est une étape importante de la « Révolution agricole américaine » qui voit la production de blé par tête aux États-Unis passer  de 3 à 10 boisseaux (de 81 à 272 kilos).
En 1860 cependant, la production américaine reste encore marginale: 0,16 milliard de boisseaux, moins que celle d'avoine (0,18 milliard de boisseaux). Avec 0,9 milliard de boisseaux, celle de maïs est cinq fois plus importante. Dans l'Ohio, connecté à New York et à la Nouvelle-Orléans, elle passe de 59,1 à 87,5 millions de boisseaux entre 1855 et 1859.
| Production américaine (en boisseaux): | Maïs         | Blé           |
| 1850                                  | 0,5 milliard | 0,1 milliard  |
| 1860                                  | 0,9 milliard | 0,16 milliard |

Avec l'aide des banques et négociants canadiens liés à Londres, la capacité des douze grands silos-élévateurs de Chicago passe de 0,75 à 4,1 millions de boisseaux entre 1855 et 1857, et le trafic y totalise 30 millions de boisseaux en 1860, moitié blé moitié maïs.
À partir de 1858, le CBOT envoie lui-même de nombreux messages télégraphiques en Europe, car il est devenu l'une des références pour les cours mondiaux. La première crise sur le Chicago Board of Trade remonte aussi à 1858 : sous l'afflux des livraisons, la qualité du blé se dégrade, au point qu'un acheteur de New York retourne à l'envoyeur une cargaison de blé chargée de son. En réaction, le CBOT se dote, dans sa charte de 1859, d'un système de normes de qualité et, surtout, de pouvoirs " judiciaires " internes, renforcés et souverains. Devenu la même année une association privée reconnue par l'État de l'Illinois, il en reçoit le droit de sanctionner et d'établir des règles, d'arbitrer des conflits.
L'émergence d'un énorme marché secondaire rend possible la revente des contrats « forward » avant la livraison, car des spéculateurs acceptent d'en acheter. Mais trouver un acheteur au moment du règlement du contrat reste souvent plus difficile. Le 27 mars 1863, le Chicago Board of Trade a donc adopté ses premières règles et procédures pour le règlement des contrats « forward ». En mai 1865, le CBOT, il commencé à transformer des contrats « forward », activement négociés et raisonnablement homogènes, en des contrats à terme standardisés,. Mais il faudra attendre encore 1884 pour qu'une chambre de compensation accompagne cette évolution à Chicago et dope le nombre de transactions en diminuant leur coût et leur risque de contrepartie. Les premières compensations complètes et organisées efficacement n'interviendront qu'en 1891 à Minneapolis.

### Contexte général
C'est une période générale de modernisation des cultures céréalières.
L'arrivée du CBOT coïncide aussi avec celle de la moissonneuse-batteuse de Cyrus McCormick, installé à Chicago en 1847 pour commercialiser sa machine mise au point quinze ans plus tôt,.
D'autres innovations ont lieu à la même époque: au milieu des années 1830, la première charrue en acier de John Deere, dont la société porte aujourd'hui encore son nom et en 1852 en Ontario la première faucheuse mécanique, mise au point par Daniel Massey, à l'origine de Massey-Ferguson.
Au cours des années 1850, l'État de l'Illinois acquiert à lui seul 2 500 miles de voies ferrées, tandis que l'ensemble du pays passe de 9 000 miles à 30 000 miles. Chicago dépasse le tonnage de Saint-Louis pour les céréales en 1860, alors qu'en 1850 Saint-Louis en expédiait deux fois plus. En 1854, le chemin de fer rejoint le Mississippi à l'ouest de Chicago, ce qui dope la production céréalière et les ventes de Cyrus McCormick, inventeur une douzaine d'années plus tôt de la moissonneuse-batteuse. En 1856, il en vend 4000 contre seulement sept en 1842.
En 1919, la Chicago Butter and Egg Board , une spin-off du CBOT, fut restructurée afin de permettre à ses membres de traiter les contrats à terme et fut rebaptisée, Chicago Mercantile Exchange (CME).
Plus tard, la cotation de contrats à terme sur les carcasses de viandes au CBOT correspondra à la très forte croissance de l'industrie de la viande et du cuir, avec l'apparition de très grands troupeaux américains de bétail, qui se déplacent à travers le Texas puis les grandes plaines américaines dans la deuxième partie du XIXe siècle. Leur passage est suivi par l'augmentation très rapide des terres agricoles, créant une incertitude sur le futur niveau de l'offre et donc des prix.
Ce n'est que dans les années 1970, après l'instabilité financière entraînée par la fin de la convertibilité en or du dollar (1971) et les deux chocs pétroliers de 1973 et 1980 que se développent les contrats à terme sur produits financiers sur le CBOT et son grand rival et voisin, le CME. À partir de 1971, le CBOT obtient le droit de se diversifier dans les produits dérivés financiers : options sur actions d'abord, puis sur obligations, sur taux (1975) ou sur contrats à terme d'instruments financiers (1982).
Le 19 octobre 2005, eut lieu l'introduction en Bourse (IPO) de 3 191 489 actions du CBOT à 54.00 ($US) par action. À la fin de sa première journée sur le marché, le cours de l'action était monté de 49 % à 80,50 ($US) à la NYSE. En 2007, le CBOT et le CME ont fusionné pour former le CME Group.

## Le bâtiment

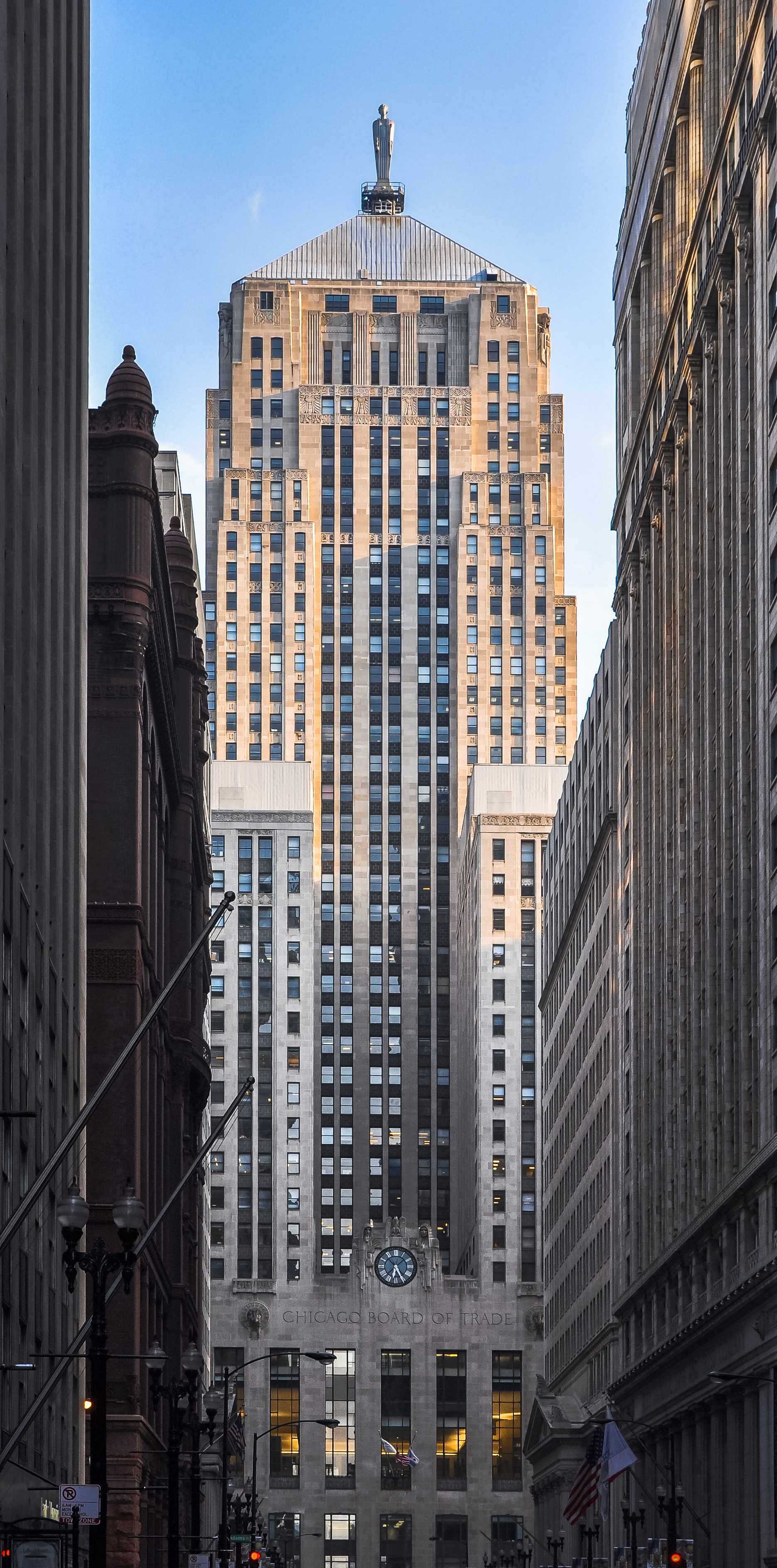
Le Chicago Board of Trade Building a remplacé le Old Chicago Board of Trade Building en 1930.

De 1885 à 1929, le CBOT siège au Old Chicago Board of Trade Building en face de Jackson Boulevard à Chicago. En 1930, le Chicago Board of Trade emménage au 141 West Jackson Boulevard. Il occupe l'immeuble connu sous le nom de Chicago Board of Trade Building, un gratte-ciel dessiné par les architectes Holabird & Root, d'une hauteur de 184 m, il devient à son achèvement le plus haut de la ville de Chicago jusqu'à ce que le Richard J. Daley Center le surpasse en 1965. Ce bâtiment de style Art déco comprend des œuvres du sculpteur Alvin Meyer (et est surmonté d'une statue, de 9,5 m de haut), représentant la déesse de l'agriculture et des moissons, Cérès, évoquant le marché des matières premières. Le visage de Cérès ne fut pas sculpté, car son auteur, John Storrs selon la légende pensait que l'immeuble de 44 étages resterait le plus haut de Chicago et, que par conséquent, nul ne pourrait admirer le visage de sa sculpture. Le sculpteur explique plus simplement qu'il a voulu garder l'esprit des lignes verticales du bâtiment.
Le 4 mai 1977, le Chicago Board of Trade Building fut officiellement admis au sein des Chicago Landmarks, puis inscrit à l'inventaire des National Historic Landmarks, le 2 juin 1978. Aujourd'hui le Board of Trade Building est entouré de nombreux gratte-ciel au cœur du très animé quartier du Loop.